# Alouatta puruensis
Khỉ rú đỏ Purús (Danh pháp khoa học: Alouatta puruensis) là một loài khỉ rú trong họ Atelidae. Đây là loài khỉ rú bản địa của vùng thuộc Brazil, Peru và các vùng đất phía bắc ở Bolivia. Chúng có đặc trưng là có lớp lông đỏ đậm, chính vì vậy mới có tên là khỉ rú đỏ.

## Đặc điểm
Nó là loài dị hình lưỡng tính, ở con đực trưởng thành có các màu lông đỏ đậm, với lưng hơi vàng; con cái thì vào đầu, râu, đuôi và tứ chi là đỏ sáng hơn và gần như màu cam, phủ bóng tối lên chân ở hai đầu cho đến khi nó trở thành gần như màu nâu; và lưng là nhạt sáng vàng. Các xương của con đực được cấu trúc với hình thang cong mạnh mẽ
Phân bố và môi trường sống: Loài khỉ này có nguồn gốc ở tây bắc Nam Mỹ, phân bố của nó bao gồm vùng Amazon tây của Brazil, và một phần phía đông của Amazon của Peru, và có lẽ phía bắc Bolivia. Chúng sinh sống đặc biệt là trong khu rừng nguyên sinh. Nó được nhìn thấy trong đôi và các nhóm. Thông thường, con cái chỉ đẻ một con duy nhất. Những con khỉ rú đỏ ăn lá non, chồi, hoa, quả, hạt, thân cây và cành cây. Các chiếc lá là nguồn cung chính của protein và trái cây cung cấp năng lượng và protein cho chúng.

## Phân loài
Chúng có cả thảy 09 phân loài được công nhận gồm
- Alouatta puruensis amazonica: Khỉ rú đỏ Amazon
- Alouatta puruensis arctoidea
- Alouatta puruensis insulanus
- Alouatta puruensis juara
- Alouatta puruensis macconnelli
- Alouatta puruensis puruensis (Phân loài chỉ định)
- Alouatta puruensis sara
- Alouatta puruensis seniculus
- Alouatta puruensis stramineus